# Une seule chose à faire
 (juillet 2025).
Pour plus de détails, voir Fiche technique et Distribution.

Une seule chose à faire (The One Thing to Do) est un court métrage belge écrit et réalisé par Michael R. Roskam en 2005.

## Synopsis
Edwaerd et Botter sont à Bastia, en train d'écluser pastis sur pastis à la terrasse d'un café. Ils ont une mission, retrouver l'ancien mercenaire Ernest Carpentier et l'éliminer. Edwaerd porte sur son visage les stigmates d'une bagarre et son ami à l'air las et soucieux. On apprend que le premier s'est fait tabasser la nuit précédente et que le second l'a laissé tomber... A un moment un homme se joint à eux et entame la conversation...

## Fiche technique
- Réalisation et scénario : Michael R. Roskam
- Producteur : Bart Van Langendonck
- Directeur de la photographie : Nicolas Karakatsanis
- Musique : Raf Keunen
- Décors : Ingrid Vanderhoven
- Montage : Dieter Diependaele
- Son : Luc Cuveele

## Fiche artistique
- Matthias Schoenaerts : Edwaerd Minskii
- Tibo Vandenborre : Botter Gaarman
- Serge-Henri Valcke : Ernest Carpentier
- Philippe Destré : le cafetier
- Noël Brignole : le docteur
- Lionel Tavera : un mercenaire